# 데트몰트
데트몰트(Detmold)는 독일 노르트라인베스트팔렌주에 있는 도시로, 1263년 세워졌다. 과거 리페 공국의 수도였다. 인구는 7만 3880명(2003년)이다.